# ぎふ元旦マラソン大会
ぎふ元旦マラソン大会（ぎふがんたんマラソンたいかい）は、岐阜県岐阜市で行われるNPO法人ぎふ長良川走ろう会が主催する市民マラソン大会である。
毎年元旦に高橋尚子ロードで行われるマラソンで参加費は有料だが抽選会が行われ景品がもらえるなどイベント要素が高い。1991年に第1回が開催された。定員は1500人。
岐阜市で年始に行われるマラソン大会はこの大会のほか、毎年初め第1日曜日に岐阜メモリアルセンターの長良川陸上競技場をスタートとし岐阜メモリアルセンター周辺を走る「ぎふ新春マラソン」（主催：岐阜市など）があるがこのマラソン大会との関係はない。
2021年は新型コロナウイルスの影響で中止した。

## 種目
- 10km（2往復）
- 5km（1往復）

年齢：制限なし
制限時間：1時間30分
車イス不可